# Cristina Fernández Piñeiro
María Cristina Fernández Piñeiro (Gondomar, 10 de octubre de 1963) fue una árbitra española de balonmano, la primera mujer en arbitrar en Asobal y en partidos internacionales, con dos décadas de trayectoria en la élite del balonmano español y europeo.

## Trayectoria deportiva
Fue jugadora de balonmano en su infancia, primero en el Colegio Público Enrique Rodríguez Márquez (Gondomar), donde estudiaba EGB, y posteriormente jugó en el Colegio Chouzo, un club de Vigo, desde los 13 años hasta los 20. En esta etapa disputó en dos ocasiones el Campeonato de España categoría juvenil en 1979 y 1980 y ese mismo año fue convocada para la Preselección Española Junior.
También trabajó como entrenadora de balonmano desde su adolescencia, aunque en 1980, con 17 años, inició un curso de arbitraje que marcaría el rumbo de su carrera deportiva. Durante tres años compaginó las tres actividades (jugadora, entrenadora y árbitra) hasta que en 1983 ascendió a primera nacional como colegiada y desde este momento continuó solo con esta actividad.
En octubre de 1988 fue la primera mujer en pitar un partido de la Liga Asobal, la máxima categoría del balonmano español. Tres años después, en 1991, se convertía en árbitra internacional tras completar un curso en París, siendo la primera mujer árbitra internacional de balonmano en Europa. Además, fue nombrada delegada EHF desde este mismo año. En su carrera como colegiada pitó seis finales de Copa del Rey y otras seis de la Copa de la Reina, varios campeonatos de Europa y Mundiales femeninos e incluso una final de Champions masculina. Formó pareja arbitral entre 1988 y 1993 con el catalán Vicente Bretó y desde ese año con el lucense Pablo Permuy hasta la retirada de este en 2005. En este periodo fue la primera mujer en arbitrar un partido del Mundial femenino (Alemania, 1997). En su última etapa en el mundo del arbitraje formó pareja con el madrileño Enrique Ríos desde septiembre de 2005 a septiembre de 2007, haciendo juntos el Campeonato de Europa en Suecia en 2006.
Cristina Fernández Piñeiro se retiró del arbitraje en 2007 iniciando una trayectoria política dentro del ámbito autonómico. En cualquier caso, volvería al mundo del balonmano como  responsable y observadora/delegada del Arbitraje Femenino del Comité Técnico Arbitral (CTA) de la Federación Española de Balonmano de árbitros desde 2017 hasta su cese el 20 de diciembre de 2019 después de denunciar en mayo de 2019 el comportamiento machista de un delegado federativo que increpó a unas árbitras. En la actualidad continúa trabajando como delegada europea de arbitraje de la EHF tras superar el curso internacional en mayo de 2019 en Budapest.

## Otras actividades
Es Diplomada en Magisterio por la Universidad de Vigo y aprobó la oposición como profesora de enseñanza primaria en 1990 dentro de la especialidad de Educación Física, compaginando desde entonces la enseñanza y la docencia con su carrera como colegiada de balonmano. Fue profesora del CEIP Serra-Vincios (Gondomar) desde 1991 y directora del mismo durante siete años (1998-2005). Desde 2017 es profesora y directora del CEIP Humberto Juanes (Nigrán). 
En cuanto a su carrera política, fue Jefa Provincial de Deportes en Pontevedra entre 2005 y 2007 y Asesora del Gabinete de Dirección General para el Deporte de la Junta de Galicia entre 2007 y 2009. Entre 2010 y 2020 en varias elecciones autonómicas y municipales ha formado parte de las listas electorales del BNG, obteniendo acta como concejala en las elecciones municipales de 2011 pero renunciando a la misma por motivos de conciliación familiar antes de tomar posesión.
Además, es miembro de la Asociación de Mujeres Deporte Galego (MUDEGA) y fundadora de la Asociación Feminista Area Loura.

## Partidos arbitrados destacados
- Final de Copa del Rey. Pontevedra, 1990: FC Barcelona - Elgorriaga Bidasoa.
- Campeonato del Mundo femenino. Alemania, 1997: Dinamarca - China (primer partido arbitrado por una mujer en un campeonato del mundo).
- Final de la Champions femenina. Liubliana, 2004: Slagelse DT - Krim Liubliana.
- Final de la Copa del Rey. Ciudad Real, 2001: BM Ciudad Real - Portland San Antonio.
- Final de la Copa del Rey. Pontevedra, 2005: BM Valladolid - FC Barcelona.
- XXII Final de la Supercopa Asobal. Salamanca, 2007. BM Ciudad Real - FC Barcelona (último partido arbitrado).[12]

## Premios y reconocimientos
- Medalla de Oro Federación Galega de Balonmano.
- Medalla de Oro de la RFEBM (2003-2004) al Mérito arbitral.
- Premio ASOBAL a la mejor pareja arbitral junto a Pablo Permuy.
- V Premios del deporte femenino gallego (2017): Mención especial.[13]
- En 2025, en su II Edición, entró a formar parte del "Hall of Fame" (Salón de la Fama) de ASOBAL.